# Grosschmid Béni
Grosschmid Béni (más néven: Zsögöd Benő) (Máramarossziget, 1851. november 6. – Visegrád, 1938. szeptember 7.) magyar jogtudós, bíró, ügyvéd, egyetemi tanár, akadémikus, udvari tanácsos.

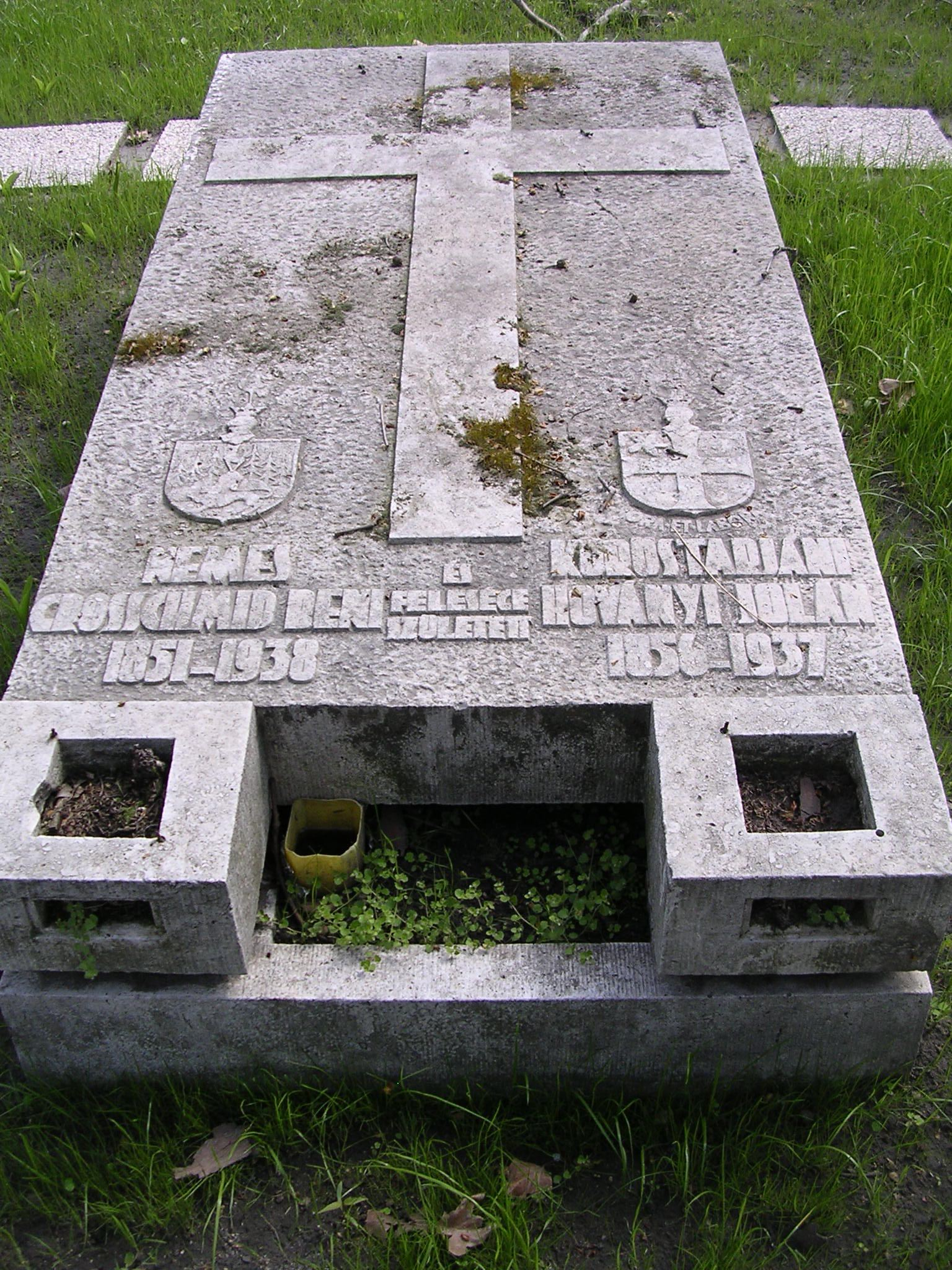
Sírja a Fiumei úti sírkertben (41-1-36)

## Rokonai
Márai Sándor író és Radványi Géza filmrendező apai nagybátyja, Grosschmid Géza jogász, kassai várospolitikus bátyja, Grosschmid Lajos matematikus apja.

## Élete
Régi nemesi – szászországi eredetű – jogászcsaládból származott. 1873-ban németes hangzású nevét, hogy a magyarsághoz tartozását így is kifejezze, egy Csík megyei székely falu nevét átvéve, Zsögöd Benőre változtatta. Számos műve ezen a néven jelent meg, de 1904-ben visszatért eredeti nevének használatához. Középiskolai tanulmányait szülővárosában és Nagyváradon, jogi tanulmányait Bécsben végezte el, jogtudományi doktorátusát pedig a Budapesti Tudományegyetemen szerezte meg 1872-ben.
Az egyetem utáni tíz évben egy ideig az Igazságügyi Minisztérium tisztviselője, majd bírói, ügyvédi tevékenységet folytatott. 1882-től három évig a Nagyváradi Jogakadémián a polgári törvénykezés, illetve a kereskedelmi jog tanára. 1885-ben került a kolozsvári Ferenc József Tudományegyetemre, ahol osztrák magánjogot tanított, előbb nyilvános rendkívüli tanárként, majd 1887-től 1890-ig mint nyilvános rendes tanár. Ezt követően 38 éven át a Budapesti Tudományegyetem nyilvános rendes tanára a Magyar Magánjogi Tanszéken, közben az 1897–1898-as és az 1913–1914-es tanévben a Jog- és Államtudományi Kar dékánja, 1917–1918-ban pedig az egyetem rektora. 77 évesen, 1928-ban vonult nyugállományba, életének utolsó tíz évében Visegrádon élt.
Tudományos felkészültsége korán megmutatkozott: már 1872-ben a köteles részről írt tanulmányát – Arany János főtitkár indokolásával – a Magyar Tudományos Akadémia Strokay-díjával jutalmazták. Önálló művei a magánjog, a csődjog és a kereskedelmi jog témaköreiben 1879-től sorra jelentek meg. Az 1890-es és az 1900-as években az Igazságügyi Minisztérium megbízásából aktívan részt vett a magyar magánjogi kodifikációs munkálatokban, különösen a családjog és az öröklési jog területén nyújtott kiemelkedő teljesítményt. Oroszlánrésze volt az 1894. évi polgári házassági törvény, illetve az Első Polgári Törvénykönyv tervezetének megalkotásában és több más törvény előkészítésében. Munkája elismeréseként 1899-ben megkapta a királyi udvari tanácsosi címet, és 1901-ben az MTA levelező tagjává választották.
Finom dogmatikai elemzései, Közép-Európában úttörő tudományos rendszerezései az igazságosság követelményének érvényesítését célozták a tételes jog formái között.
Legfontosabb alkotása a Fejezetek kötelmi jogunk köréből című könyve. E mű mesteri fogalomképzésével, új magánjogi szemléletével, továbbá a jogi gondolkodás nemzeti hagyományainak megőrzésével, az önálló jogi műveltség tudományos alapokra helyezésével hozzájárult az egész magyar jogtudomány fejlődéséhez. Vaskos magánjogi és kötelmi jogi kötetei több kiadást is megértek. Cikkei és tanulmányai több folyóiratban; leginkább a Magyar Igazságügy, a Jogtudományi Közlöny, az Akadémiai Értesítő és a Budapesti Szemle című kiadványokban láttak napvilágot.
Az önálló nemzeti jogfejlődést hirdető neves jogtudós, a magyar magánjogot fél évszázadon át sikeresen oktató és jeles tanítványokat (többek között Szladits Károlyt) a jogtudomány szolgálatába állító professzor életének 87. évében, 1938. szeptember 7-én, Visegrádon hunyt el.

## Főbb művei
- Csődtörvény : 1881 : XVII. törvényczikk. Budapest : Ráth Mór, 1881. [2], 107, 12 p.
- Csődtörvény : 1881 : XVII. törvényczikk. Budapest : Ráth Mór, 1881. 122 p.
- Fejezetek kötelmi jogunk köréből. Budapest : Grill, 1932-1933. 1-3 kötet
  - 1.kötet: 781 p.
  - 2.kötet: 610 p.
  - 3.kötet: 703 p.
- Fejezetek kötelmi jogunk köréből : 1. köt. Budapest : Wigand, 1901. XXXII, 831 p.
- Fejezetek kötelmi jogunk köréből : 2. köt. Budapest : Athenaeum, 1900. XXXI, 1313 p., 4 t.
- Fejezetek kötelmi jogunk köréből : 2. köt. : 1-3. füzet. Budapest : Athenaeum, 1899. XX, 1313 p., 3 t.
- A házasságjogi törvény : 1894. XXXI. t.-cz.. Budapest : Politzer, 1908-1909. 1-2 kötet
  - 1.kötet: Általános rész: 449 p.
  - 2.kötet: Különös rész: 938 p.
- Hitel- és reáluzsora : a Magyar Gazdaszövetség felszólítása folytán kidolgozott jogi szaktanulmány. Budapest : Politzer, 1902. 104 p.
- Igazságügyministeri rendeletek az 1881. LIX. és LX. törvényczikkek hatálybaléptetése tárgyában. Budapest : Ráth Mór, 1882. 87 p.
- Kiskorúak utáni törvényes öröklésről. Budapest : Zilahy, 1879. 67 p.
- Magánjogi előadások : jogszabálytan. Budapest : Athenaeum, 1905. IV, 963 p.
- Magánjogi tanulmányok : tervezetek és kisebb dolgozatok főként az öröklési, kereskedelmi és családi jog köréből : a "Magyar Igazságügy"-ben és másutt megjelent, továbbá némely kéziratban maradt dolgozatok gyűjteménye. Budapest : Politzer, 1901. 1-2 kötet
  - 1.kötet:751 p.
  - 2.kötet: 915 p.
- A magyar magánjog tanítása a budapesti egyetemen és a nemzeti irány : válasz Holló Lajos képviselő úr képviselőházi felszólalására. Budapest : Budapesti Hírlap Ny., 1896. 29 p.
- Öröklött s szerzett vagyon : tanulmány újabb irodalmunkból : függelékkel a Kiskorúak utáni törvényes öröklésről. Budapest : Zilahy Sámuel, 1879. IX, 190, 67 p.
- Öröklött s szerzett vagyon : tanulmány újabb irodalmunkból : függelékkel a Kiskorúak utáni törvényes öröklésről. Budapest : Politzer, 1897. IX, 246 p.
- Polgári törvénykezési rendtartás és végrehajtási eljárás : az 1868. LIV., 1881. LIX. és 1881. LX. törvényczikkek szakszerü használat czéljából egybegyüjtve. Budapest : Ráth Mór, 1881. 260 p.
- A szerzemény : családi vagyon- és örökjogunkban : három előadás. Budapest : Politzer Zsigmond és Fia, 1903. 27 p.
- Werbőczy és az angol jog. Budapest : Franklin, 1928. XIX, 453, VIII, 449-661 p.